# 101 dalmațieni
101 dalmațieni (în engleză One Hundred and One Dalmatians) este un film de animație produs de Walt Disney la începutul anului 1961 și este bazat pe povestea „The Hundred and One Dalmatians” a lui Dodie Smith. Devine filmul cu nr. 17 produs de Walt Disney. 101 dalmațieni a apărut prima dată în cinematografe pe 25 ianuarie 1961.

## Rezumat
Pongo este un dalmațian care trăiește alături de stăpânul său, Roger Radcliffe, un compozitor într-o casă micuță din Londra. Plictisit de viața sa, Pongo decide că este timpul să aibă, atât el cât și Roger, o soție. În timp ce se uita pe geam, vede femei și cățelușe de toate felurile, însă niciuna nu e pe placul lui. Exact atunci apare o femeie, Anita, cu cățeaua ei, un dalmațian. Pongo setează ceasul la ora 5, deoarece abia atunci era scos la plimbare de Roger.
Când cei doi ajung în parc, ca de obicei, Roger se așază pe iarbă și își fumează pipa. Dar Pongo trebuia să îi facă să se întâlnească. Prima încercare devine un eșec, deoarece Anita pleacă așa că îi împinge pe amândoi în lac. Așa cei doi își fac o relație.
După un timp, se căsătoresc iar Pongo împreună cu cățeaua Anitei, Perdita, fac o serie de puișori. Dar, din păcate, apare Cruella de Vil care vrea să-i cumpere pe toți ca să-și facă alta blană, și de data asta una cu pete. Cum era de așteptat, Anita și Roger nu acceptă, așa că Cruella trimite doi hoți, Jasper și Horace, să fure dalmațienii.
Menajera casei, care avea grijă de cei 15 pui, nu-i mai găsește și toți suferă din cauza asta. Între timp, Jasper și Horace țin puii într-un apartament și îi lasă să se uite la TV. Acolo mai sunt și alți pui de dalmațieni, cumpărați. În total 99. Tibb, o pisică îi duce pe toți afară, în timp ce Pongo și Perdita se îndreaptă spre ei. Cei doi ajung acolo și îi atacă pe Jasper și Horace.
După un drum lung, cățeii s-au murdărit de cenușă, pentru a nu-și da seama Cruella de Vil că sunt ei și au ajuns acasă. Deși erau în total 101 dalmațieni, Roger și Anita s-au gândit să-și facă o crescătorie de dalmațieni cu banii făcuți din hitul lui Roger.

## Distribuție
- Rod Taylor - Pongo
- Cate Bauer - Perdita
- Betty Lou Gerson - Cruella De Vil; Miss Birdwell
- Ben Wright - Roger Radcliffe
- Lisa Davis - Anita Radcliffe
- Frederick Worlock - Horace Badun; Inspector Craven
- J. Pat O'Malley - Jasper Badun; Colonel
- Tudor Owen - Towser
- Tom Conway - Collie
- George Pelling - Danny
- Thurl Ravenscroft - Căpitanul
- David Frankham - Sergentul Tibbs
- Ramsay Hill - Labradorul
- Queenie Leonard - Prințesa
- Marjorie Bennett - Ducesa
- Barbara Baird - Rolly
- Mickey Maga - Patch
- Sandra Abbott - Penny
- Mimi Gibson - Lucky
- Bill Lee - Roger (cântăreț)